# Кету

Символ південного місячного вузла

Ке́ту (санскр. केतु, ketu IAST) — одна з наваґраг у джйотіші. Кету — південний місячний вузол, що заходить, у якому Місяць, перетинаючи екліптику, йде вниз, в бік Південного полюса Землі.

## Образ
Кету є «тіньовою» планетою, яка може мати великий вплив на життя людей і на все творіння. В особливих випадках Кету може допомогти досягти великих успіхів, особливо в духовному житті. В мистецтві Кету часто зображається з дорогоцінним каменем або із зіркою на голові. Кету також асоціюється з Ґанешею і Матсєю — аватарою Вішну в образі гігантської риби. Кету символізує процес духовного очищення, часто він завдає страждань людині з метою повернути її до Бога. Кету є каракою (індикатором) розуму, мудрості, неприв'язаності до матеріального, надприродних здібностей. Кету може врятувати від наслідків отруєння або укусу отруйної змії. Під покровительством Кету перебувають три накшатри: Ашвіні, Маґга і Мула.
Необхідно зауважити, що Кету більше спрямований на духовний розвиток. Раху більше характеризує мирські задоволення.
Дружні планети — Марс, Венера і Сатурн, нейтральні — Меркурій і Юпітер, Ворожі — Місяць і Сонце.
Дорогоцінний камінь — котяче око Енергію Кету стимулюють тони червоного, помаранчевого і жовтого.
За пуранічними переказами, під час збивання Молочного океану між девами і асурами спалахнула битва за володіння одержаною при збиванні океану амритою. Коли асури заволоділи амритою, деви звернулись до Вішну, який набув форми Могіні — дівчини незвичайної краси. Асури були зачаровані її красою, і Могіні забрала в них амриту і роздала її девам, які змогли випити цей напій безсмертя. Один з асурів на ім'я Рагу видав себе за дева, щоб випити нектар. Але Сур'я і Чандра впізнали самозванця і повідомили Могіні. Рагу почав пити амриту, але перед тим, як він проковтнув її, Могіні відрубала йому голову божественним диском сударшана-чакрою. І голова демона стала безсмертною і перетворилась у ґрагу Рагу, який, бажаючи помститись Сонцю і Місяцю, іноді ковтає їх, спричиняючи сонячні і Місячні затемнення. Тіло демона перетворилось в Кету.

## Мантри
- «Palasha Puspa Sangasham Tarakagraha Mastakam

Rowdram Rowdratmakam Ghoram Tam Ketum Pranamamyaham»
- «Om prang Preeng Paroung Sah Bhoorbhavah savah. Om Ketum Krivannketava Yasbomaryaapeshase. Samusdwibharjayathah. Om Swah Bhoovah, Bhoo, Om Sah Paroong Pareeng Praung Katave Namah»
- «Aum Hrim Krum Krura Rupine Ketave Aim Suh Svaha»
- «Om Sraam Sreem Sraum Sah Ketave Namah»
- «Aum Ketave Namah»
- «Om Kem Ketave Namah»
- «Om Hum Kem Ketave Namah»
- Ketu Gayatri Mantra
- «AUM Chitravarnaya Vidhmahe, Sarparoopaya Dhimahi, Tanno Ketu Prachodayat.»

## Галерея

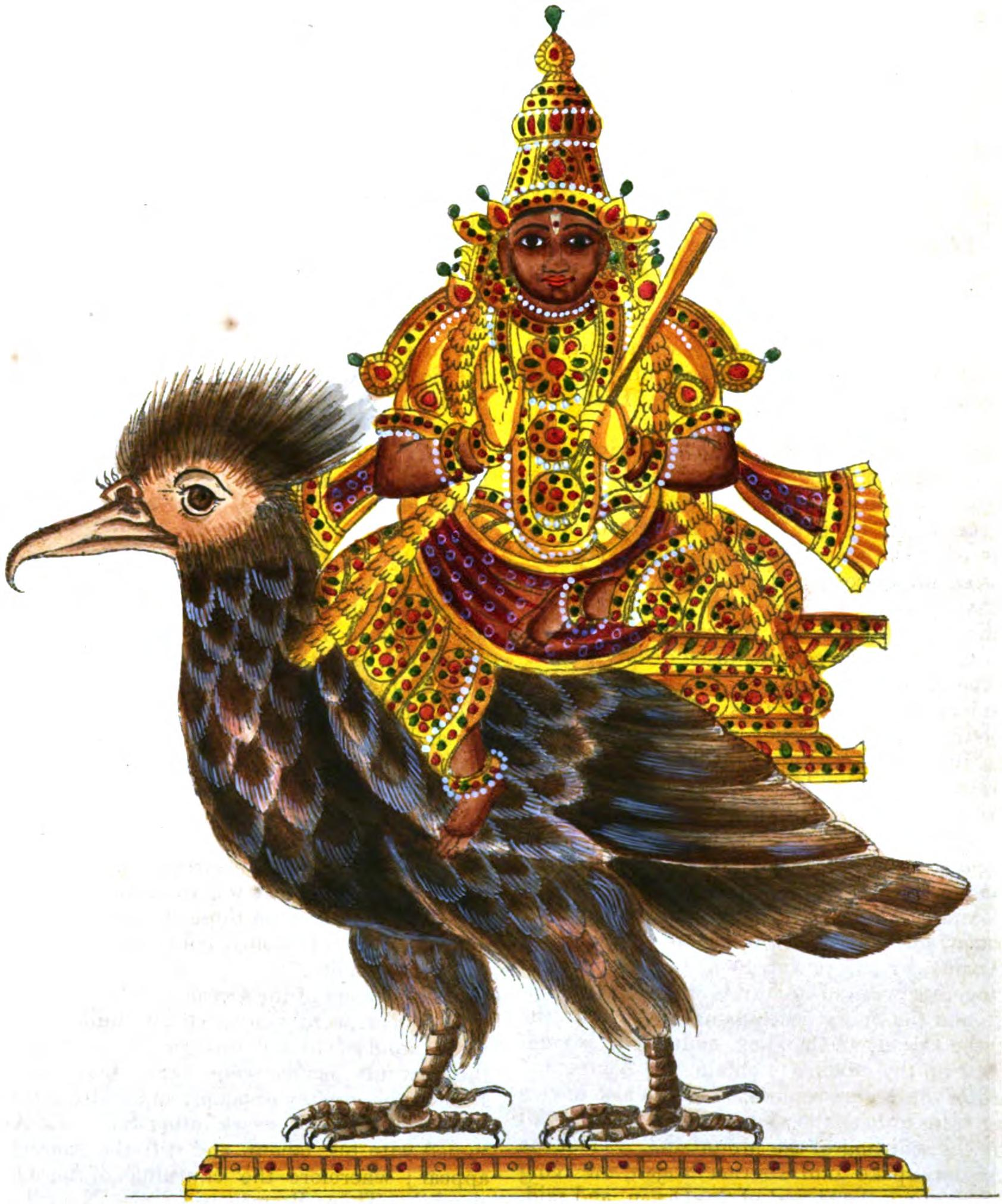
Кету
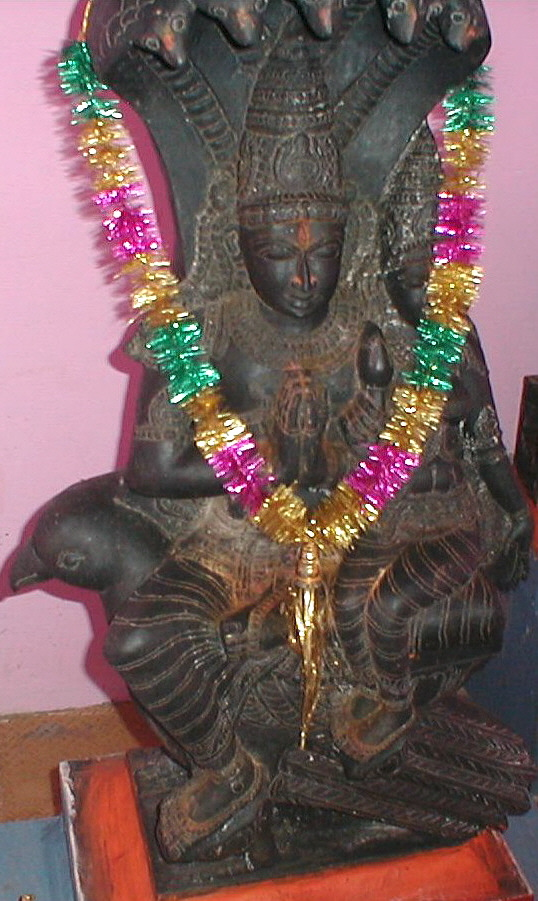
Кетудева із супутницею Дхумрою. Храм Наваґраг в Сурендрапурі
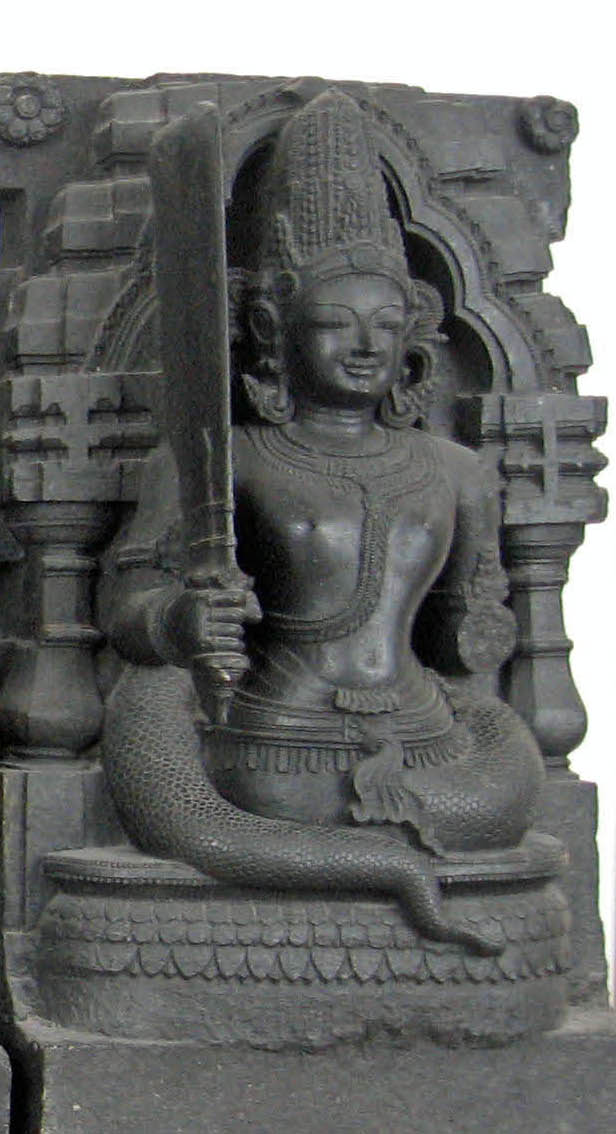
Кету. Скульптура з Британського музею